# Yelizaveta Krylova
Yelizaveta Krylova –en ruso, Елизавета Крылова– (29 de abril de 1996) es una deportista rusa que compite en remo como timonel.
Ganó dos medallas de bronce en el Campeonato Europeo de Remo, en los años 2019 y 2021, en la prueba de ocho con timonel.

## Palmarés internacional
| Campeonato Europeo | Campeonato Europeo | Campeonato Europeo | Campeonato Europeo |
| Año                | Lugar              | Medalla            | Prueba             |
| ------------------ | ------------------ | ------------------ | ------------------ |
| 2019               | Lucerna (Suiza)    | Medalla de bronce  | Ocho con timonel   |
| 2021               | Varese (Italia)    | Medalla de bronce  | Ocho con timonel   |